# Thomas Sopwith
Thomas Octave Murdoch (T.O.M.) Sopwith (ur. 18 stycznia 1888, zm. 27 stycznia 1989) – angielski pionier lotnictwa, inżynier, utytułowany żeglarz.
Thomas Octave Murdoch Sopwith urodził się w Kensington w zachodnim Londynie jako ósme dziecko i jedyny syn inżyniera budownictwa. Ukończył szkołę Cottesmore School w Hove, a tytuł inżyniera uzyskał w Seafield Park w Lee-on-Solent.
Zainteresowanie lotnictwem zaczęło się od obserwacji pierwszego przelotu z pasażerem przez kanał La Manche dokonanym przez amerykańskiego pilota Johna Moisanta.
Pierwszy lot Sopwitha jako pasażera odbył się na pilotowanym przez Gustava Blondeau samolocie konstrukcji Henri Farmana z lotniska Brooklands. Podczas nauki pilotażu Thomas Sopwith odbył swój pierwszy samodzielny lot zakupionym samolotem Howard Wright 22 października 1910 roku, który zakończył się katastrofą po przeleceniu około 300 metrów. Sopwith kupił jednak kolejny samolot i kolejny lot 22 listopada przebiegł zgodnie z planem, co pozwoliło mu uzyskać licencję pilota Aeroklubu Królewskiego o numerze 31. Już cztery dni później ustanowił brytyjski rekord długości lotu (108 mil w 3 godziny 12 minut).
18 grudnia tego samego roku Thomas Sopwith wygrał nagrodę barona de Forresta w wysokości 4000 funtów za najdłuższy lot z Anglii na kontynent europejski na samolocie produkcji brytyjskiej. Lot z Eastchurch trwał 3 godziny i 40 minut i zakończył się w Belgii po 161 milach. 
W 1911 roku Sopwith przebywał w USA, gdzie zdobywał nagrody w różnych zawodach lotniczych. Pieniądze z nagród posłużyły do założenia w początku 1912 Szkoły Pilotażu Sopwitha w Brooklands, gdzie Sopwith nauczył latać m.in. Harry’ego Hawkera czy Hugh Trencharda. W czerwcu 1912 roku Thomas Sopwith lecąc samolotem Blériot XI ze średnią prędkością 94 km/h wygrał pierwsze Aerial Derby, a pod koniec tego roku założył wytwórnię Sopwith Aviation Company wraz z Fredem Sigristem i kilkoma innymi udziałowcami. Zbudowała ona wiele słynnych maszyn okresu I wojny światowej takich jak Camel, Pup czy Snipe. W 1918 Thomas Sopwith został odznaczony Orderem Imperium Brytyjskiego.
Po zakończeniu wojny wytwórnia Sopwitha zbankrutowała, a sam Thomas Sopwith powrócił do przemysłu lotniczego kilka lat później stając się w listopadzie 1920 roku współzałożycielem i udziałowcem kolejnej wytwórni, nazwanej od nazwiska głównego konstruktora i pilota testowego Sopwith Aviation Harry’ego Hawkera. Thomas Sopwith został dyrektorem nowej wytwórni Hawker Aircraft. W latach 1925-27 był prezesem Towarzystwa Brytyjskich Konstruktorów Lotniczych. Po utworzeniu na bazie poprzednich zakładów koncernu Hawker Siddeley, Sopwith został w 1936 jego prezesem i pełnił tę funkcję do emerytury.
W latach 1934 i 1937, Sopwith wziął udział w regatach o Puchar Ameryki na zakupionym przez siebie jachtach Endeavour i Endeavour II. Obie jednostki zostały zbudowane z użyciem największych ówcześnie zdobyczy techniki, ale mimo to nie udało mu się zwyciężyć regat.
W 1953 roku Thomas Sopwith został uhonorowany tytułem szlacheckim. W 1979 roku został przyjęty do Międzynarodowej Galerii Sławy Lotnictwa (International Aerospace Hall of Fame) w San Diego.
Po nacjonalizacji wytwórni Hawker Siddeley, Thomas Sopwith pracował jako konsultant aż do końca 1980 roku. Setne urodziny zostały uczczone przelotem samolotów wojskowych nad jego domem. Thomas Sopwith zmarł w Hampshire 27 stycznia 1989 roku w wieku 101 lat.